# Neobrachiella chevreuxii
Neobrachiella chevreuxii är en kräftdjursart som först beskrevs av van Beneden 1891.  Neobrachiella chevreuxii ingår i släktet Neobrachiella och familjen Lernaeopodidae. Inga underarter finns listade i Catalogue of Life.